# Josef Wolf (antropolog)
Josef Wolf (20. března 1927, Praha – 27. ledna 2012, Praha) byl český antropolog a etnolog.

## Díla
- Národy Afriky, SPN, Praha 1969-1972, 260 s.
- Poslední svědkové pravěku, Svoboda, Praha 1970, 245 s.; (spoluautor, Sociologický slovník, Svoboda, Praha 1970;
- Kulturní a sociální antropologie, Svoboda, Praha 1971, 318 s.
- Člověk a jeho pradějiny. Obrazová encyklopedie, Artia, Praha 1977, 230 s.
- Lidé pěti světadílů, Práce, Praha 1979, 249 s.
- Integral Anthropology, SPN-USL, Prague 1972, 274 s.
- Abeceda národů, Horizont, Praha 1984, 266 s.
- Člověk ve světě náboženství, Unitaria, Praha, 163 s.
- Člověk ve světě magie, Unitaria, Praha, 113 s.
- Člověk a jeho svět: Humanologie, Karolinum, Praha 1993, 312 s.
- Kulturní odkaz národů, Praha 1996, 320 s.
- Velká kniha o člověku. Encyklopedie, Aventinum, Praha 1999, 250 s.
- Základy kulturní antropologie, Karolinum, Praha 1999, 300 s.
- Antropologie pro každý den, ARSCI, Praha 2004
- Člověk a jeho pradějiny, ARSCI, Praha 2006
- Duchovní odkaz národů, ARSCI, Praha 2007
- Magia naturalis, ARSCI, Praha 2009